# Йонкерс
Йо́нкерс (англ. Yonkers; /ˈjɒŋkərz/) — город в США, в юго-восточной части штата Нью-Йорк. Название города происходит от нидерландского звания нетитулованного дворянства jonkheer (юнкер). Город занимает четвёртое место по населению в штате Нью-Йорк. Согласно переписи 2010 года население Йонкерса составляло 195 976 человек, а по оценкам 2016 года оно выросло на 2,5 % и составило 200 807 человек. Йонкерс является пригородом Нью-Йорка, находящимся непосредственно к северу от Бронкса и приблизительно в трёх километрах к северу от Манхэттена.
Центральная часть Йонкерса находится на плазе Гетти-сквер, где расположено городское управление. В деловой части города находится множество коммерческих и некоммерческих организаций, обслуживающих как сам город, так и северо-западный Бронкс.
Среди городских достопримечательностей Музей реки Гудзон, Научная баржа и ипподром Йонкерс-Рейсуэй. Важнейшие образовательные учреждения — Колледж Сары Лоуренс (Sarah Lawrence College) и (в северо-восточном предместье Йонкерса) Свято-Владимирская духовная семинария.
Основные торговые моллы Йонкерса расположены на Гетти-сквере, ими являются Кросс-Каунти-Центр (англ. Cross County Shopping Center) и Уэстчестерс-Ридж-Хилл (англ. Westchester's Ridge Hill). Также много магазинов имеется вдоль Сентрал-Парк-авеню, по которой идёт шоссе NY 100.
Йонкерс носит прозвище «города на семи холмах», которыми являются Парк-, Нодайн-, Ридж-, Кросс-, Локаст-, Глен- и Черч-Хилл.

## Города-побратимы
- Тернополь (с 1991 года)[3]